# Lady Nelson
Die 1799 gebaute 6-Kanonen-Brigg HMS Lady Nelson (His Majesty's Armed Survey Vessel Lady Nelson) war als bewaffnetes Erkundungsschiff der britischen Kriegsmarine zwischen 1800 und 1825 in australischen Gewässern unterwegs. Im 20. Jahrhundert wurden zwei Nachbildungen gebaut.

## Das Original von 1799
Mit dem Bau der Brigg im Auftrag der Admiralität wurde 1799 in Deptford an der Themse begonnen. Ihre Aufgabe sollte die Erkundung der australischen Küste sein, die bis dahin nicht richtig kartographiert war. Das Schiff war über 16,15 m lang, 5,38 m breit und hatte 3,7 m Tiefgang, ausgerüstet wurde sie mit sechs 3- und 4-Pfünder-Kanonen, die Tonnage betrug 61 t.
1800 wurde das Schiff Lady Nelson in Dienst gestellt und verließ Portsmouth am 18. März 1800 unter dem Kommando von James Grant. Nach der Umrundung des Cabo Verde und des Kaps der Guten Hoffnung erreichte die Lady Nelson am 3. Dezember 1800 New South Wales in der Nähe des heutigen Mount Gambier. Nach einer kurzen Landung und der Passage der Bass-Straße zwischen Australien und Tasmanien legte sie am 16. Dezember 1800, wie geplant, in Port Jackson an.
In den nächsten Jahren unternahm das Schiff zahlreiche Erkundungsfahrten rund um den australischen Kontinent. 1801 und 1802 fuhr die Lady Nelson in die Bucht von Port Phillip. 1803 war ihr Ziel der Derwent River auf Tasmanien (damals noch Van Diemen’s Land). Auf den Weg dahin besuchte sie die Norfolkinsel, Port Macquarie und Newcastle. 1804 segelte das Schiff zusammen mit drei anderen den Tamar River entlang, um neue Siedlungen zu gründen. Dabei wurde auch die Cataract Gorge entdeckt. Von 1805 bis 1808 und 1813 besuchte das Schiff Neuseeland und mehrmals erneut die Norfolkinsel, von wo sie anlässlich der Auflösung der Sträflingskolonie viele Bewohner evakuierte. Die späteren Jahre verbrachte die Brigg mit mehreren Erkundungsfahrten entlang der ost- und nordaustralischen Küste.
1824 wurde die Lady Nelson zusammen mit der HMS Tamar zur Melville Island an der australischen Nordküste geschickt, mit der Aufgabe, dort erste britische Siedlungen anzulegen. Am 21. Oktober 1824 wurde mit Fort Dundas offiziell die erste Siedlung gegründet. Um sie und weitere mit Lebensmitteln zu versorgen, unternahm die Lady Nelson eine Fahrt zu den niederländischen Siedlungen auf Timor und kehrte mit 30 Schweinen zurück. Von der dritten Fahrt dorthin, begonnen am 19. Februar 1825, kehrte sie nicht zurück. Es wird angenommen, dass sie in der Nähe der Insel Babar (in älteren Quellen auch Baba oder Babber) von Piraten überfallen und versenkt wurde. Die Besatzung wurde vermutlich getötet.

## Nachbildungen

### Museum in Mount Gambier (Nachbildung 1986)
Das „Lady Nelson Visitor & Discovery Centre“ in Mount Gambier ließ 1896 eine Nachbildung der Lady Nelson bauen. Unweit der heutigen Ortschaft Mount Gambier legte die Lady Nelson im Jahr 1800 erstmals in Australien kurz an. Die Nachbildung des Schiffes befindet sich in einem Museum und ist nicht seetüchtig. 2011 musste das Modell wegen Fäulnis gründlich überholt werden. Das Museum wird jährlich von etwa 80.000 Menschen besucht.

### Ausflugsschiff in Hobart (Nachbildung 1988)

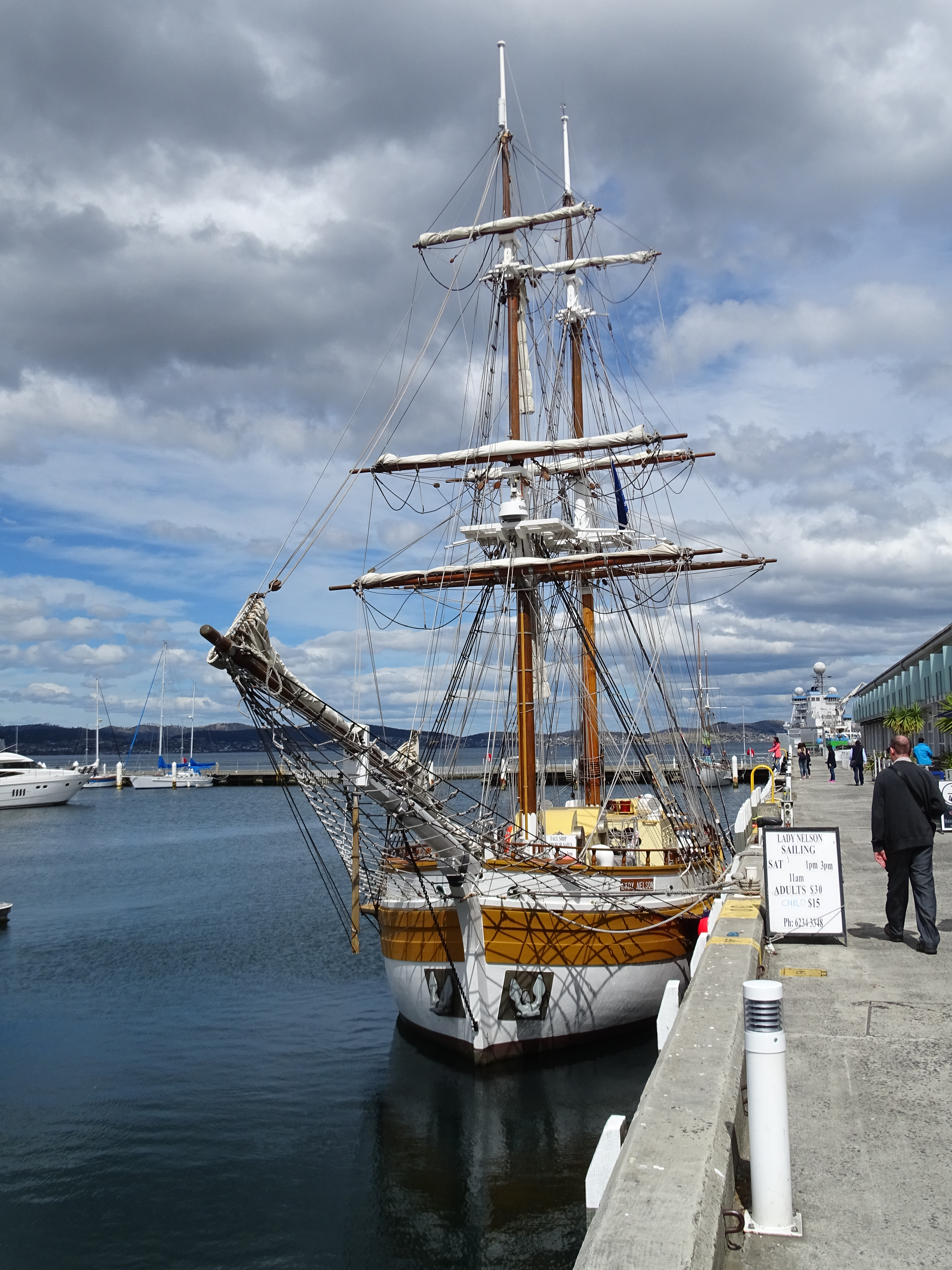
Lady Nelson (Nachbildung 1988) 2017 in Hobart

1983 beschloss die „Tasmanian Sail Association Ltd.“ eine Nachbildung der Lady Nelson anfertigen zu lassen, die 1988 fertiggestellt wurde. Es handelte sich um eine seetüchtige, beinahe 1:1-Nachbildung des Originalschiffes. Sie unterschied sich nur marginal in den Abmessungen (allerdings wurde sie mit einem Gardiner-Motor mit 118 PS ausgestattet).
Die Nachbildung ist in Hobart stationiert. Von dort aus unternimmt sie kleine Ausflüge und kann auch gemietet werden. Außerdem fuhr die Nachbildung zu Orten, welche auch das Originalschiff besuchte, nahm an verschiedenen Rennen teil (so am „Melbourne to Hobart Yacht Race“) und nahm an verschiedenen Feierlichkeiten zu Jahrestagen in Tasmanien und Australien teil.